# Université de technologie et d'éducation de Hô Chi Minh-Ville
L'Université de technologie et d'éducation de Hô Chi Minh-Ville (en abrégé HCMUTE ; en vietnamien : Trường Đại học Sư phạm Kỹ thuật Thành phố Hồ Chí Minh ; en anglais : Ho Chi Minh City University of Technology and Education) figure parmi les 10 meilleures universités du Viêt Nam. Elle est également membre du groupe supérieur des universités de l'Asie du Sud-Est (basées sur l'indice d'évaluation standard).
Il s'agit d'une université publique située dans le district de Thu Duc, à environ 10 km au nord-est du centre-ville de Hô Chi Minh-Ville. Cette université offre un baccalauréat et un diplôme associé à de futurs professeurs dans d'autres institutions techniques. L'université mène également une recherche technique et une formation professionnelle, en plus de la coopération éducative avec des universités étrangères.

## Histoire
L'université de technologie et d'éducation d'Hô Chi Minh-Ville (HCMUTE) est la première université au Vietnam à former des enseignants techniques pour tout le pays. Chronologiquement, HCMUTE a été renommée plusieurs fois en raison de son intégration avec d'autres écoles ou de sa propre promotion.

## Infrastructure
L'université de technologie et d'éducation d'Hô Chi Minh-Ville compte deux campus avec une superficie totale de 21 ha et 128 128 m2 de construction comprenant 98 ateliers pratiques (16 980 m2) et 58 laboratoires (10 362 m2), 175 salles de classe d'une superficie totale de 27 902 m2.
HCMUTE dispose également d'un terrain de football (10 000 m2), de trois terrains de volley-ball, d'un court de tennis, d'un hall d'événements sportifs et de deux dortoirs.

## Académiques
L'université de technologie et d'éducation d'Hô Chi Minh-Ville offre 29 baccalauréats, 13 diplômes de maîtrise et 6 diplômes de doctorat dans 15 facultés et instituts.

### Écoles et départements

#### Facultés
- École d'ingénierie des véhicules et de l'énergie
- École de génie mécanique
- École d'ingénierie électrique et électronique
- École de technologie chimique et alimentaire
- École de génie civil et mécanique appliquée
- École des sciences de la fondation
- École de vêtements technologie et design de mode
- École des arts graphiques et des médias
- École de formation de haute qualité
- École de technologie de l'information
- École d'économie
- École des langues étrangères
- École des sciences politiques
- École d'innovation entrepreneuriat

#### Instituts et centres de recherche
- Institut d'éducation technique
- Laboratoire de l'énergie et de l'environnement
- Laboratoire ouvert
- Jeune Scientifique HCMUTE Lab

## Photographies

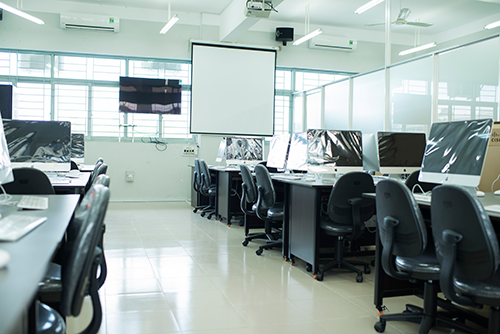
Laboratory of Programming iOS and Mac OS
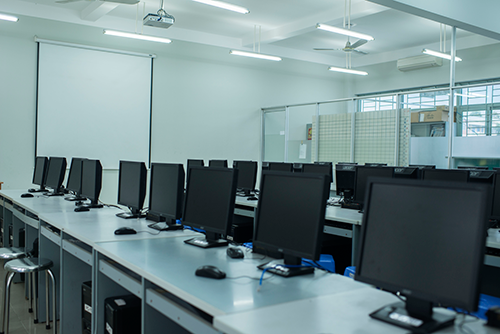
Laboratory of Computer Networks
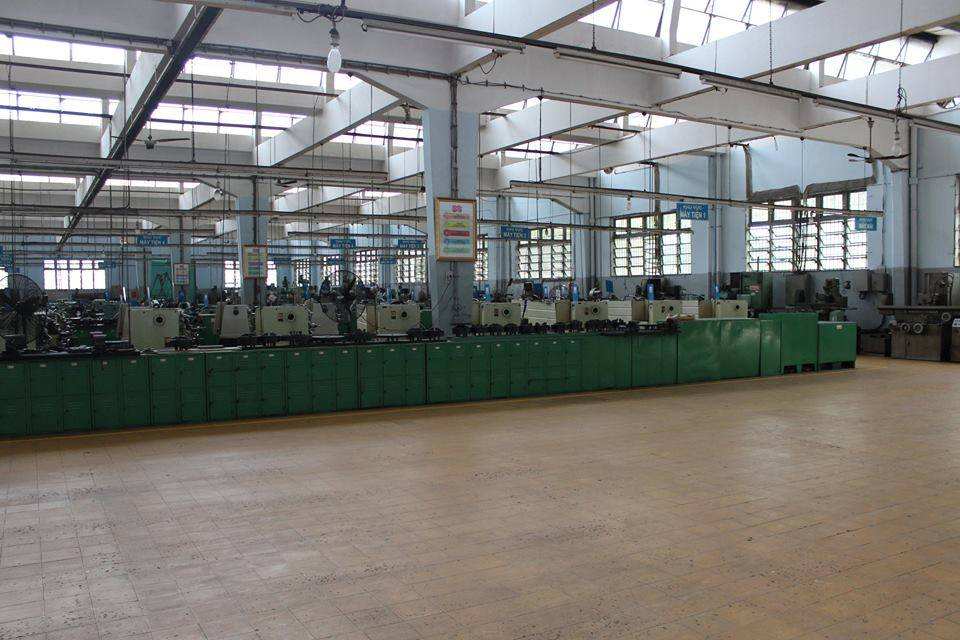
Practical workshop for mechanical
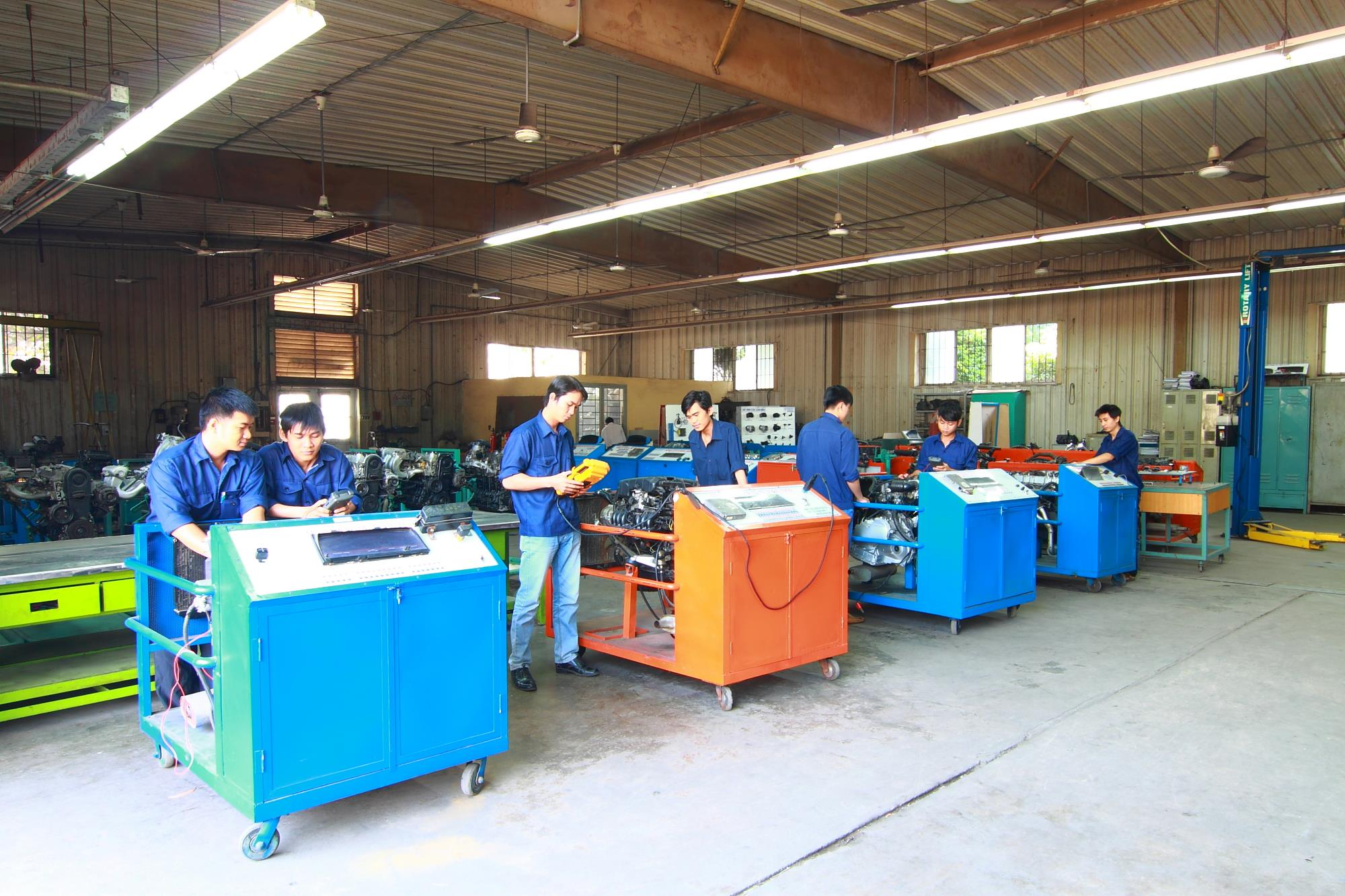
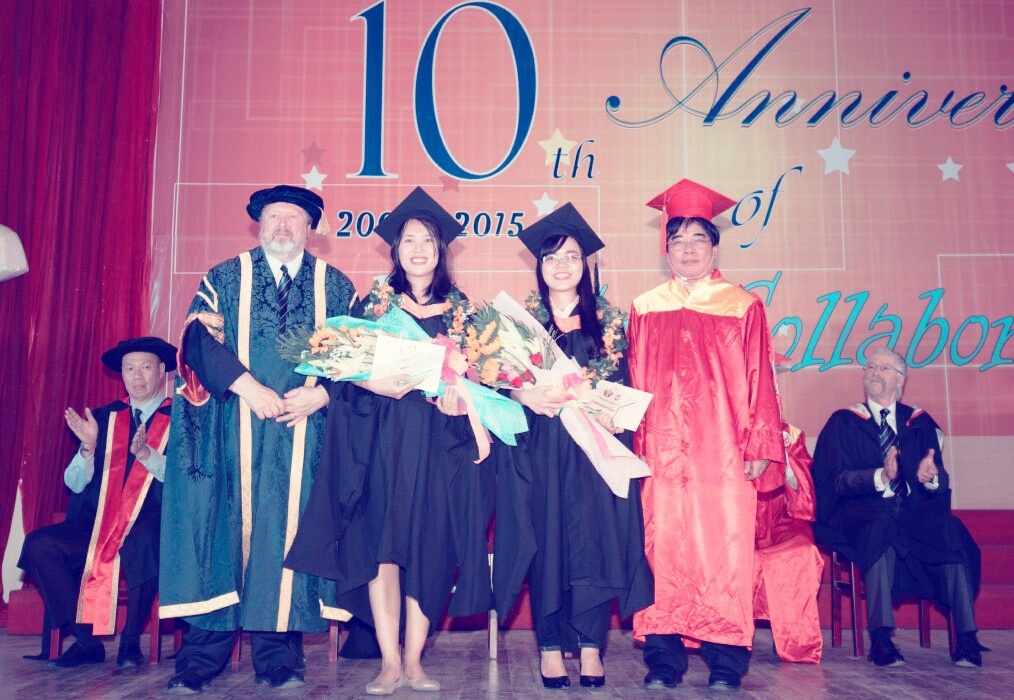